# Harry Whittington
Harry Milner Whittington (Henderson, Texas, 3 de marzo de 1927-4 de febrero de 2023) fue un conocido abogado, empresario e inversionista de bienes raíces estadounidense que ejerció su profesión en Austin, Texas.

## Vida
El 11 de febrero del 2006 fue herido accidentalmente por disparos de perdigones hechos por su amigo, el entonces Vicepresidente de los Estados Unidos, Dick Cheney, durante una cacería en la que el político no tenía el permiso adecuado para cazar codornices en ese estado, y que causó un gran revuelo social en su país.
Harry Whittington fue también muy popular en Estados Unidos por la gran riqueza que ostentaba.